# Ritchiea spragueana
Ritchiea spragueana är en kaprisväxtart som beskrevs av Ernest Friedrich Gilg och Benedict. Ritchiea spragueana ingår i släktet Ritchiea och familjen kaprisväxter. Inga underarter finns listade i Catalogue of Life.